# NGC 5619
NGC 5619 је спирална галаксија у сазвежђу Девица која се налази на NGC листи објеката дубоког неба.
Деклинација објекта је + 4° 48' 11" а ректасцензија 14h 27m 18,2s. Привидна величина (магнитуда) објекта NGC 5619 износи 12,9 а фотографска магнитуда 13,7. Налази се на удаљености од 107,877 милиона парсека од Сунца. NGC 5619 је још познат и под ознакама NGC 5619A, UGC 9255, MCG 1-37-12, VV 408, IRAS 14248+0501, CGCG 47-44, PGC 51610.